# لوكا كولمان-كار
لوكا كولمان-كار (بالإنجليزية: Luca Coleman-Carr)‏ هو لاعب كرة قدم بريطاني في مركز الدفاع، ولد في 11 يناير 1991 في إبسوم في المملكة المتحدة. لعب مع نادي لينكولن سيتي.

## وصلات خارجية
- لوكا كولمان-كار على موقع قاعدة بيانات كرة القدم.إي يو (الإنجليزية)
- لوكا كولمان-كار على موقع Soccerbase.com (لاعب) (الإنجليزية)